# Тральеро, Рамон Альфонсо
Рамон Альфонсо Тральеро (исп. Ramón Alfonso Trallero; ? — август 1937, Бельчите, Испания) — мэр Бельчите во время Гражданской войны в Испании.

## Биография
В период с 1934 по 1935 гг. занимал пост мэра Бельчите во Второй Испанской Республике. После вспышки Гражданской войны он снова занял пост мэра Бельчите после свержения мэра-социалиста, победившего на выборах в феврале 1936 года, Мариано Кастильо Карраско. Город был расположен недалеко от линии фронта и превратился в укрепленную позицию. В августе 1937 года республиканские войска они напали на Бельчите, окружая город. Альфонсо Тральеро был убит во время боевых действий от минометного снаряда.

## Память
Был похоронен с почестями. В 1963 году при Диктатуре Франко в Бельчите была названа улица в его честь.